# 宮下直
宮下 直（みやした ただし、1961年 - ）は、日本の生物学者。東京大学教授。学位は、博士（農学）。クモや昆虫を中心に、生態学、特に生物多様性の理論を研究する。

## 経歴
長野県飯田市に生まれ、長野県飯田高等学校を卒業。1983年に東京大学農学部林学科を卒業し、1985年に東京大学大学院農学系研究科林学専攻修士課程を修了。1992年、「ジョロウグモの生活史における生態的制約と適応」により、東京大学から博士（農学）を取得。
東京大学大学院農学生命科学研究科生圏システム学専攻助教授を経て、教授。

## おもな著書

### 単著
- 『生物多様性のしくみを解く：第六の大量絶滅期の淵から』工作舎、2014年　ISBN 978-4875024569
- 『となりの生物多様性：医・食・住からベンチャーまで』工作舎、2016年　ISBN 978-4875024750
- 『ソバとシジミチョウ 人-自然-生物の多様なつながり』工作舎、2023.9   ISBN 978-4875025573

### 共著
- （野田隆史との共著）『群集生態学』東京大学出版会、2003年　ISBN 978-4130622110
- （井鷺裕司、千葉聡との共著）『生物多様性と生態学：遺伝子・種・生態系』朝倉書店、2012年　ISBN 978-4254171501
- （瀧本岳、鈴木牧、佐野光彦との共著）『生物多様性概論 自然のしくみと社会のとりくみ』朝倉書店、2017年　ISBN 978-4254171648

### 編著
- 『クモの生物学』東京大学出版会、2000年　ISBN 978-4130602075
- （西川潮との共編書）『外来生物：生物多様性と人間社会への影響』裳華房、2011年　ISBN 978-4785358488
- 『人と生態系のダイナミクス』全5巻　西廣淳共編集　朝倉書店、2019-21